# Klimaska (szczyt)
Klimaska – szczyt w Paśmie Łamanej Skały w Beskidzie Małym. Znajduje się na krótkim, północno-zachodnim grzbiecie Potrójnej (847 m). Grzbiet ten oddziela doliny potoków Ryta (po zachodniej stronie) i Klimaska (po wschodniej stronie). W całości znajduje się w obrębie miejscowości Rzyki w województwie małopolskim, w powiecie wadowickim, w gminie Andrychów.
Grzbiet Klimaski ma dwa wierzchołki; południowy, blisko grzbietu głównego (787 m) i północny (720 m). Jest porośnięty lasem, ale na zdjęciach lotniczych mapy Geoportalu widoczne jest na nim kilka niewielkich i zarastających polan. Z lasem na grzbiecie Klimaski i w ogóle z lasem na północnych stokach gór miejscowości Rzyki wiąże się ciekawa historia. Pod koniec XVIII wieku od dziedziczki Zofii Duninowej wykupił je pewien Niemiec z zamiarem całkowitego wyrębu – drewno miało być wykorzystane w miejscowej hucie. Wzburzyło to okolicznych mieszkańców, dla których las był niezbędnie potrzebny do życia. Mimo że były własnością dziedziczki przysługiwały im serwituty – możliwość korzystania z lasu w określony przepisami sposób. Negocjacje z dziedziczką nie powiodły się, umowa z Niemcem obwarowana było bowiem bardzo wysokim odszkodowaniem na wypadek jej zerwania. Zdesperowani mieszkańcy podpalili hutę i żywcem spalili w niej Niemca. Lasy ocalały.
Przez Klimaskę nie prowadzi żaden szlak turystyczny, ale z miejscowości Rzyki prowadzi jej stokami i grzbietem kilka dróg leśnych.